# 아라곤어 아카데미아
아라곤어 아카데미아(아라곤어: Academia de l'Aragonés)는 2006년 7월 15일 설립된 아라곤어 진흥및 연구를 목적으로 하는 학술연구기관이다. 2010년 현재 회장은 마누엘 카스탄 에스폿(Manuel Castán Espot)이다.

## 활동
- 아라곤어의 구전 및 문헌을 조사한다.
- 어휘를 수집하고 지속적으로 새롭게 한다.
- 지명및 의성, 의태어를 규격화한다.
- 방언을 연구하여 철자와 문법, 음성적 규칙들을 체계화한다.
- 표준 아라곤어를 개발하여 향상시킨다.
- 아라곤어 사용자의 언어적 권리를 존중한다.